# Maison située 17 rue Svetozara Markovića à Kragujevac
La maison située 17 rue Svetozara Markovića à Kragujevac (en serbe cyrillique : Кућа у Ул. Светозара Марковића 17 у Крагујевцу ; en serbe latin : Kuća u Ul. Svetozara Markovića 17 u Kragujevcu) se trouve à Kragujevac, dans le district de Šumadija, en Serbie. Elle est inscrite sur la liste des monuments culturels protégés de la République de Serbie (identifiant no SK 443).

## Présentation
La maison, située 17 rue Svetozara Markovića, a été construite dans la première moitié du XIXe siècle ; elle est caractéristique des constructions de l'époque du prince Miloš Obrenović, à un moment où ce prince avait fait de Kragujevac la capitale de la Serbie.
Constituée d'un simple rez-de-chaussée et édifiée sur un terrain plat, sa partie principale donne sur la rue. Les murs sont construits selon le principe des colombages avec un remplissage de briques et de mortier.
Aujourd'hui, la maison conserve sa fonction résidentielle.